# Sérgio Toniolo
Sérgio José Toniolo (Porto Alegre, 17 de outubro de 1945) é um ex-policial civil e pichador portoalegrense. Ficou conhecido por escrever Toniolo por toda a cidade de Porto Alegre.
Durante os anos 1970, Toniolo chamou a atenção por escrever frequentemente para jornais da capital gaúcha,  tendo sido, segundo o jornalista Marcelo Campos, recordista nacional em participação em seções do tipo cartas do leitor.  Depois de publicar críticas ao chefe de polícia, Toniolo foi aposentado por problemas mentais, diagnosticado como esquizofrênico paranóide. A partir de então, começou a pichar as paredes de Porto Alegre,  adquiriu seguidores que o admiravam e ajudavam espalhar seu nome pela capital e pelas cidades do litoral gaúcho.
Toniolo fez diversas campanhas políticas para falsa candidaturas pelo partido inexistente PAB (Partido Anarquista Brasileiro). Nas eleições de 1990, distribuiu enorme quantidade de panfletos, promovendo-se como governador do estado. A campanha resultou em processos judiciais, já que à época era crime incitar o voto nulo. 

## O caso do Palácio Piratini

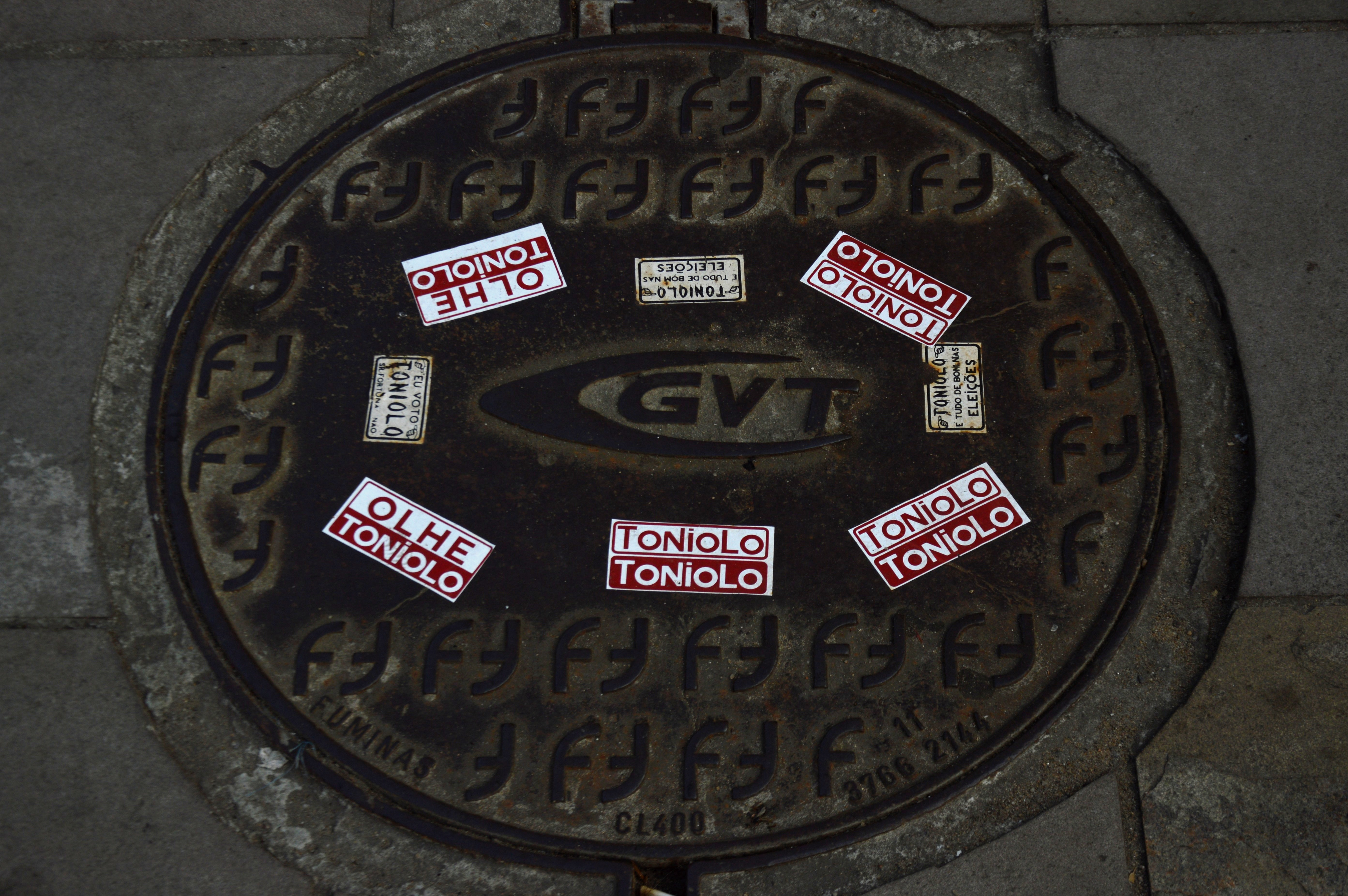
Adesivos em bueiro no centro de Porto Alegre.

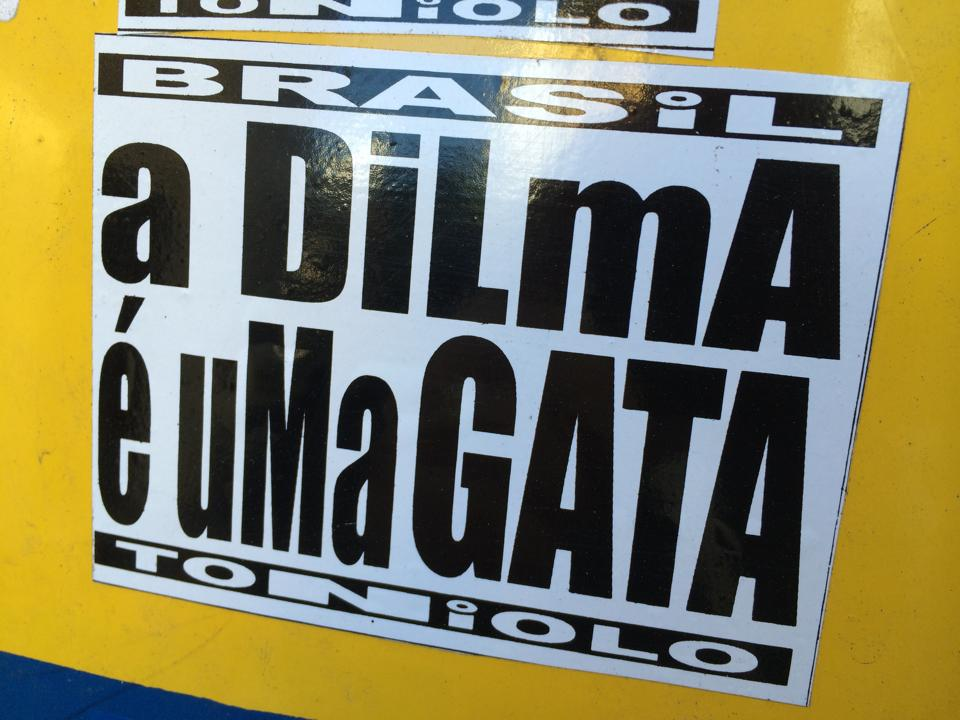
Mais adesivos de Toniolo com curioso trabalho tipográfico.

Toniolo disse à imprensa que picharia o Palácio Piratini dia 17 de março de 1984 às 17 horas. Na hora marcada, havia 200 policiais protegendo as paredes da sede do Poder Executivo gaúcho. Toniolo foi detido quando escrevia a última letra de seu nome. 